# Daniel Mezger
Daniel Mezger (* 1978) ist ein Schweizer Schriftsteller.

## Leben
Daniel Mezger wuchs in Linthal (Kanton Glarus) auf, studierte an der Berner Hochschule für Musik und Theater Schauspiel, arbeitete anschließend am Jungen Theater Göttingen und später freiberuflich in Zürich als Schauspieler und Fotomodel. Von 2006 bis 2009 studierte er am Schweizerischen Literaturinstitut in Biel/Bienne. Seinen Stücken, die beim S. Fischer Verlag erscheinen, wurden in diversen deutschsprachigen Theatern aufgeführt. Balkanmusik wurde 2011 in der Inszenierung des Staatstheater Mainz zu den Berliner Autorentheatertagen des Deutschen Theaters Berlin gezeigt. Als ich einmal tot war und Martin L. Gore mich nicht besuchen kam kam 2016 am Elefante Club de Teatro in Buenos Aires zur Aufführung. 
 Der Roman Land spielen erschien 2012 und 2019 sein zweiter Roman Alles außer ich im Salis Verlag.
Mezger ist außerdem Sänger der Band A Bang and a Whimper. Er war 2011 Hausautor der Therme Vals sowie Teil des Theaterkollektivs Bues/Mezger/Schwabenland. Der Roman Land spielen wurde 2023 in die Liste der zehn wichtigsten Glarner Romane aufgenommen.

## Werk
Prosa
- Land spielen, Salis Verlag, Zürich 2012, ISBN 978-3-905801-71-2.
- Als ich einmal tot war und Martin L. Gore mich nicht besuchen kam, Salis Verlag, Zürich 2015, ISBN 978-3-906195-32-2.
- Alles außer ich, Salis Verlag, Zürich 2019, ISBN 978-3-906195-89-6.

Theaterstücke
- Stadt der Zombies. Uraufgeführt 2006 am Vorstadttheater Basel, Regie: Philine Velhagen.
- In den Bergen. Eingeladen zum Dramatikerworkshop des Berliner Stückemarkts 2007.
- Bauchlage. Veröffentlicht in THEATER THEATER 19, Neue Stücke, S. Fischer Verlag 2009, ISBN 978-3-596-18524-5.
- Balkanmusik. Uraufgeführt 2011, Staatstheater Mainz, Regie: Jan-Christoph Gockel. Inszenierung eingeladen zu den Autorentheatertagen Berlin. Stück eingeladen zu den Werkstadttagen an der Burg, Wien 2008.
- Beichte/Confession. Uraufführung 2012, Théâtre de la Manufacture, Nancy, Regie: Michel Didym.
- Findlinge. Uraufführung 2013, Theater Konstanz, Regie: Thorhildur Thorleifsdottir. 2009: eingeladen zum Heidelberger Stückemarkt 2009. 2010: Preis für das Schreiben von Theaterstücken der Schweizerischen Autorengesellschaft (SSA).
- Ich und Tina. Uraufführung 2014, Schauspielhaus Zürich, Regie: Bram Jansen.
- Nachruf. Uraufführung 2014, Luzerner Theater, Regie: Pedro Martins Beja.
- Als ich einmal tot war und Martin L. Gore mich nicht besuchen kam. UA unplugged 2014, Schauspielhaus Wien, Regie: Klemens Gindl. UA remastered 2015, Koproduktion Schlachthaus Theater Bern, Theater Rampe Stuttgart, Theater an der Winkelwiese Zürich, LOFFT Theater Leipzig, Regie: Marie Bues.
- Edward Snowden steht hinterm Fenster und weckt Birnen ein. UA 2017, Schlachthaus Theater Bern, Theater Rampe Stuttgart, Theater an der Winkelwiese Zürich, Regie: Marie Bues.

Diverses
- Schlussfrage. regelmäßig Kolumnen im Literarischen Monat, 2014–2022[2].
- Wir spielen Land in: Nadja Mayer (Hrsg.): Nichts wie raus! Geschichten vom Glück im Grünen. Insel Verlag, Berlin 2016, ISBN 978-3-458-36145-9.
- Als ich einmal ... in: Sonne, Mond und Sterne. Von Literatur und Musik. die horen Bd. 259, Wallstein Verlag, Göttingen 2015, ISBN 978-3-8353-1671-3.
- Poya. Hörbuch (Musik: John Wolf Brennan), Edition Therme Vals, 2012.
- Bleib am Leben. In Klagenfurter Texte. Die Besten 2010, Piper Verlag, München 2010. ISBN 978-3-492-05417-1
- In den Hirschen. BELLA triste Nummer 26, Hildesheim 2010.
- Elsa. Entwürfe Nummer 56, Zürich 2008.
- Liebe Hörer, Kurzhörspiel zusammen mit Simon Froehling und Pascal Nater, Ursendung SWR 2007. Nominiert für den Prix Europa 2007[3]. Preis des Leipziger Hörspielsommers 2008.

## Film- und Fernsehen als Schauspieler
- Pfarrer Braun, Der unsichtbare Beweis. ARD 2006, Regie: Ulrich Stark.
- Die Fallers – Die SWR Schwarzwaldserie. SWR 2006–2009, Regie: verschiedene
- Overbooked. 2012, Regie: Matthias Michel.